# Zagreb Jazz Festival
Zagreb Jazz Festival je međunarodni jazz festival koji se održava u Zagrebu. 
Održava se od 2005. godine.
Festival traje četiri dana. Do danas se održavao u prostorima Kina Studentskog centra, u i u koncertnoj dvorani Vatroslava Lisinskog.
Do danas je ugostio ugledna međunarodna jazzerska imena kao što su McCoy Tiner, Chris Potter, Jose James, Pat Metheny, Pharoah Sanders, Lucky Peterson, Sonny Rollins, Branford Marsalis, Terence Blanchard (dobitnik Grammyja) i drugi.

## Vanjske poveznice
- Službene stranice  Arhivirana inačica izvorne stranice od 9. svibnja 2021. (Wayback Machine)